# پرخاران
پرخاران(نام علمی: Lichida) نام یک راسته از رده تریلوبیت است.